# Satala
Satala (en llatí Satala, en grec antic Σάταλα) era una ciutat important de la regió de Capadòcia, situada, segons els geògrafs antics, en una vall rodejada de muntanyes, una mica al nord del riu Eufrates, en un lloc on controlava els passos de muntanya de la carretera que anava de Trebisonda a Samsat. Era el lloc on s'hi estacionava la Legio Apollinaris. És la moderna Sukme (Sadak).
Quan Vespasià va annexionar Commagena l'any 72 aC la zona de l'Eufrates superior era fronterera. La via romana que anava des de Trebisonda a Alexandria de Cilícia, Selèucia de Piera i Antioquia havia de disposar de bases militars i les principals eren Satala (amb la Legió XVI Flavia Firma), Melitene (amb la Legio XII Fulminata), Samosata (Legio VI Ferrata) i Zeugma (Legió III Scythica). Trajà la va visitar durant la guerra contra els parts (115-117) i segurament la Legio XVI Flavia havia estat substituïda per la Legió XV Apollinaris. Hadrià va utilitzar aquesta legió i la Fulminata en una campanya contra els alans. Era un punt militar estratègic per la protecció de l'Armènia Sofene i punt de connexió entre la mar Negra i l'Eufrates.
Els sassànides van destruir Satala a la meitat del segle iii (252 o 256) i després va ser reconstruïda i reocupada per la Legio XV Apollinaris i potser la Legio II Armeniaca. Cap a l'any 298, l'emperador romà Galeri va derrotar els perses en aquesta zona. Al segle següent apareix una comunitat cristiana a la ciutat i el bisbe Eveci (Euethius) va ser un dels signants del concili de Nicea l'any 325. Un altre bisbe amb un nom germànic, Elfridi, és esmentat el 360.
Va ser destruïda diverses vegades en les lluites entre els perses i els romans. La darrera reconstrucció la va fer Justinià I l'any 529, segons Claudi Ptolemeu. Els sassànides la van conquerir definitivament l'any 607 o 608 i finalment va ser destruïda. Queden restes de les muralles romanes d'Orient, que sembla que eren massa petites per contenir una legió.